# Sesamia sabulosa
Sesamia sabulosa là một loài bướm đêm trong họ Noctuidae.